# Szél Győző
Szél Győző (Budapest, 1958. –) magyar entomológus, muzeológus. Szakterülete a bogarak rendjébe tartozó futrinkafélék kutatása. 1982-től a Magyar Természettudományi Múzeum Coleoptera gyűjteményének munkatársa.

## Életpályája
A budapesti Eötvös Loránd Tudományegyetemen szerzett biológusi diplomát 1982-ben. 1985-ben egyetemi doktori címet szerzett. Értekezését a futrinkafélék Kárpát-medencében élő fajainak elterjedéséről, taxonómiájáról írta. 1985-től a Magyar Természettudományi Múzeum Állatára Bogárgyűjteményének munkatársa. PhD tanulmányait Sopronban a Nyugat-magyarországi Egyetem Erdőmérnöki Kara, Roth Gyula Erdészeti és Vadgazdálkodási Tudományok Doktori Iskolájában végezte. PhD fokozatot 2011-ben szerzett.

## Tudományos közéleti tevékenység
- Magyar Rovartani Társaság tag 1986-, a Választmány tag 1997-
- Romániai Lepidopterológiai Társaság tag 1995-
- Folia entomologica hungarica segédszerkesztő 1990-1993.

## Kutatási terület
A Kárpát-medencei futóbogarak] (Carabidae) taxonómiája és faunisztikája; a Kárpát-medencei csiborok (Hydrophilidae) taxonómiája és faunisztikája; a magyarországi bogárfauna természetvédelmi kutatása.

## Oktatói tevékenység
Szent István Egyetem, Állatorvostudományi Kar, Zoológiai Intézet; nyári zoológiai terepgyakorlatok vezetése.

## Fontosabb publikációk
- Csabai Zoltán, Gidó Zsolt és Szél Győző (2002): Vízibogarak kishatározója. II. kötet. – Vízi Természet- és Környezetvédelem 16. Környezetgazdálkodási Intézet, Budapest, 204 pp. ISBN 963-602-749-8
- SZÉL GY. (1985): A Carabus-genus Kárpát-medencében élő fajainak elterjedése és alfaji tagozódása (Coleoptera: Carabidae). Egyetemi doktori értekezés. Természettudományi Múzeum Állattára, Budapest, 77 + 52 (ábrák) pp.
- NAGY F., SZÉL GY. és Vig K. (2005): Vas megye futóbogár faunája (Coleoptera: Carabidae). (The ground beetle fauna of Vas County (Coleoptera of Carabidae).) – Praenorica. Folia historico-naturalia 7: 1-235.
- Szél, Gy. (1995): Bogarak (Coleoptera). — In: Vásárhelyi, T. (szerk.): A nádasok állatvilága. (The animal word of reed belts in Hungary.) Magyar Természettudományi Múzeum Állattára, Budapest, 199 pp.
- Szél, Gy. (1996): Rhysodidae, Cicindelidae and Carabidae (Coleoptera) from the Bükk National Park. — In: Mahunka, S. (ed.): The Fauna of the Bükk National Park, II. Magyar Természettudományi Múzeum, Budapest, pp. 159–222.
- Szél, Gy. (1996): Hydraenidae, Hydrochidae, Spercheidae and Hydrophilidae from the Bükk National Park (Coleoptera: Hydrophiloidea). — In: Mahunka, S. (ed): The Fauna of the Bükk National Park, II. Magyar Természettudományi Múzeum, Budapest, pp. 223–230.
- Szél Gy. & Hegyessy G. (1996): Adatok az Őrségi Tájvédelmi Körzet futóbogár faunájához (Coleoptera, Carabidae). (Data to the ground beetle fauna of Őrség Landscape Conservation Area, Western Hungary (Coleoptera, Carabidae).) — In: Vig K. (szerk.): Az Őrségi Tájvédelmi Körzet Természeti Képe II. Savaria, a Vas megyei Múzeumok Értesítője 23 (2): 7-35.
- Szél, Gy., Kádár, F. & Faragó, S. (1998): Abundance and Habitat Preference of Some Adult-overwintering Ground Beetle Species in Crops in Western Hungary (Coleoptera: Carabidae). — Acta Phytopatologica et Entomologica Hungarica 32 (3-4): 369-376.
- Szél, Gy. (1999): Carabidae (Coleoptera) from the Aggtelek National Park. — In: Mahunka, S. (ed): The Fauna of the Aggtelek National Park, II. Akadémiai Kiadó, Budapest, pp. 151–170.
- Szél, Gy. (1999): Hydraenidae, Hydrochidae and Hydrophilidae (Coleoptera) from the Aggtelek National Park. — In: Mahunka, S. (ed): The Fauna of the Aggtelek National Park, II. Akadémiai Kiadó, Budapest, pp. 171–176.
- Szél, Gy & Kádár F. (1997): A rovarvilág futóbajnokai. [Champion runners of insects.] — Természetbúvár 52 (6): 42-43. (népszerűsítő publikáció)